# استفتاء الجمهورية العربية المتحدة المصري 1958
أجري استفتاء حول الجمهورية العربية المتحدة في مصر يوم 21 فبراير 1958، إلى جانب استتفاء متزامن في سوريا. تألف الاستفتاء من سؤالين؛ واحد حول قيام الجمهورية العربية المتحدة، والآخر حول ترشح جمال عبد الناصر لمنصب رئيس الجمهورية العربية المتحدة. تم الموافقة على كليهما، مع تصويت أقل من 300 ناخب بضد وإقبال بلغ 98.1%.

## النتائج

### الجمهورية العربية المتحدة
| الخيار                    | الأصوات   | %    |
| ------------------------- | --------- | ---- |
| مع                        | 6,102,128 | 100  |
| ضد                        | 247       | 0.0  |
| الأصوات الباطلة/الفارغة   | 1,884     | -    |
| المجموع                   | 6,104,259 | 100  |
| الناخبون المسجلون/الإقبال | 6,220,343 | 98.1 |
| مصدر: Nohlen et al.       |           |      |

### جمال عبد الناصر رئيساً
| الخيار                    | الأصوات   | %    |
| ------------------------- | --------- | ---- |
| مع                        | 6,102,116 | 100  |
| ضد                        | 265       | 0.0  |
| الأصوات الباطلة/الفارغة   | 1,881     | -    |
| المجموع                   | 6,104,262 | 100  |
| الناخبون المسجلون/الإقبال | 6,220,343 | 98.1 |
| مصدر: Nohlen et al.       |           |      |